# Gämse
Die (Alpen-)Gämse (Rupicapra rupicapra), vor der Rechtschreibreform Gemse geschrieben und in der Jägersprache mit Gams oder Gamswild bezeichnet, ist eine in Europa und Kleinasien beheimatete Art der Ziegenartigen. Zusammen mit der Pyrenäen-Gämse und weiteren Arten gehört sie zur Gattung der Gämsen (Rupicapra).
Die Gämse wurde von der Schutzgemeinschaft Deutsches Wild zum Wildtier des Jahres 2012 gekürt.

## Merkmale

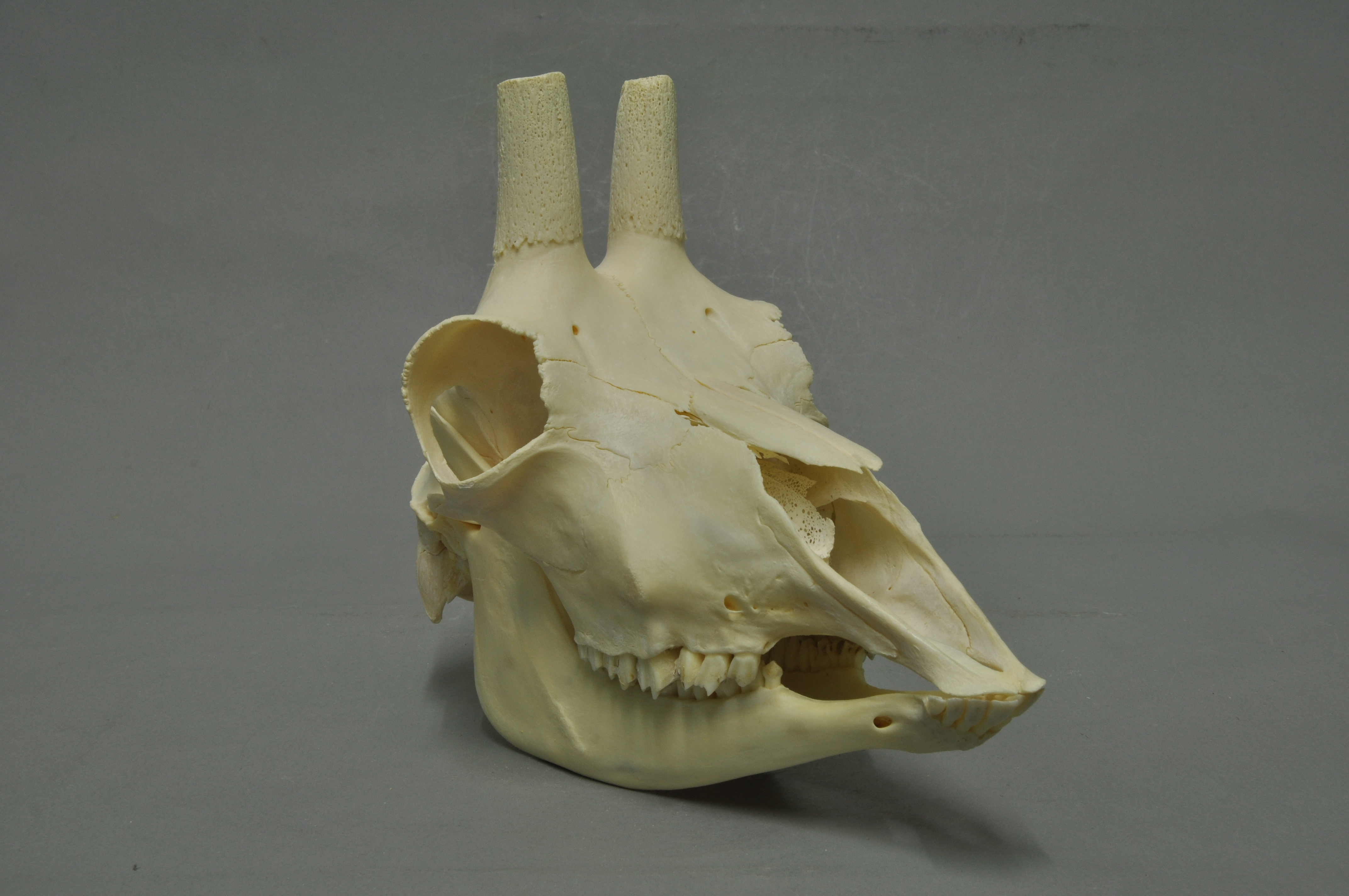
Schädel (Sammlung Museum Wiesbaden)

Ausgewachsene Gämsen haben eine Kopf-Rumpf-Länge von 110 bis 130 Zentimetern, einen bis zu acht Zentimeter langen Schwanz, eine Widerristhöhe von 70 bis 85 Zentimetern und ein Gewicht von 25 bis 40 Kilogramm (Weibchen) bzw. 35 bis 50 Kilogramm (Männchen). Gämsen verfügen über einen kräftigen, jedoch gedrungenen Körperbau. Der schlanke Hals trägt einen zur Schnauze hin stark verschmälerten, kurzen Kopf. Beide Geschlechter tragen Hörner, auch Krucken oder Krickel genannt. Diese werden bis zu 25 Zentimeter lang und sind drehrund. Sie sind an der Wurzel kreisförmig eingekerbt, gerade aufsteigend und an der Spitze rückwärts gebogen. Die Hörner werden im Gegensatz zu dem Geweih der Hirsche und des Rehwilds im Winter nicht abgeworfen. Die spitzen Ohren der Gämsen besitzen eine Länge von ca. einer halben Kopflänge.
Die Gämse hat verhältnismäßig lange, kräftige Beine mit relativ großen Hufen. Gämsen haben im Unterschied zum Rotwild keine Tränengruben, aber eine sogenannte Brunftfeige. Dieses Drüsenorgan befindet sich in einer Höhlung hinter den Hörnern. Zur Brunftzeit sondert es ein schmieriges, streng riechendes Sekret ab.
Im Sommer ist die Gämse schmutzig rotbraun, auf der Unterseite hell rotgelb, auf dem Rücken mit einem schwarzbraunen Aalstrich, an der Kehle fahlgelb, im Nacken weißgelblich. Die Hinterseite der Schenkel ist weiß, der Schwanz auf der Unterseite und an der Spitze schwarz. Von den Ohren verläuft über die Augen hin eine schwarze Längsbinde.
Im Winter ist die Gämse oben dunkelbraun oder braunschwarz, am Bauch weiß, an den Füßen und am Kopf gelblichweiß, auf dem Scheitel und an der Schnauze etwas dunkler. Beide Kleider gehen unmerklich ineinander über. Jäger unterscheiden das große, dunkelbraune Waldtier von dem kleineren, rotbraunen Grattier.
Eine wesentlich auf die Steiermark beschränkte, seit dem 16. Jahrhundert dort belegbare Farbmutation der Gämse wird Kohlgams genannt. Sie zeichnet sich dadurch aus, dass die sonst hellen Unterseite, Kehle- und Wangen-Partien dunkel gefärbt sind, wobei die Stirn und die Innenohren ihre übliche helle Färbung beibehalten.

## Verbreitung

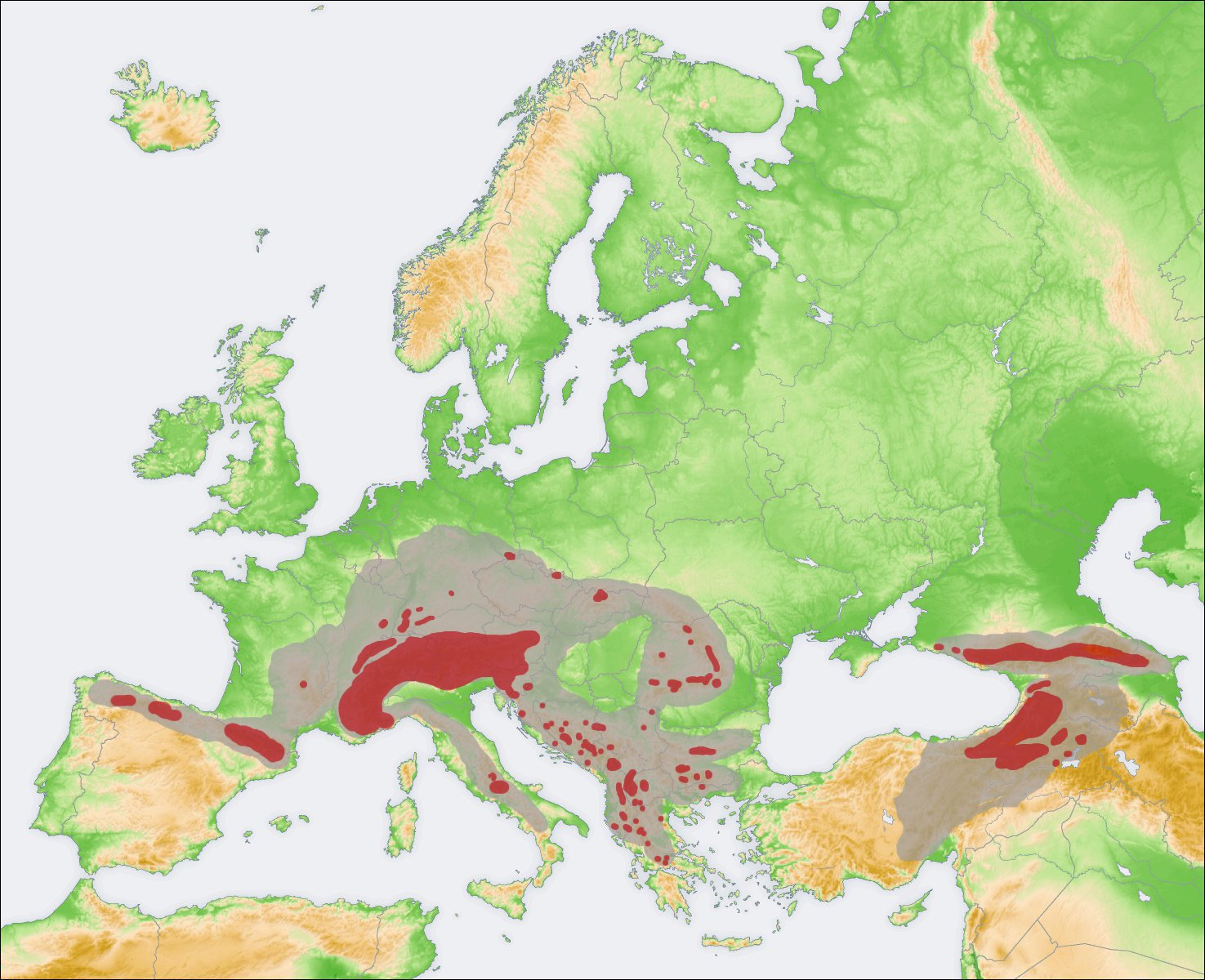
Verbreitungsgebiet der Gämsen (Rupicapra) im Holozän (grau) und heute (rot)

Bei der Gämse handelt es sich um eine weitgehend auf Europa beschränkte Art, was in der Tierwelt eine nennenswerte Besonderheit darstellt. Sie besiedelt den ganzen Alpenraum und Teile des Balkans. Das größte Revier befindet sich im Hochschwabgebiet in der Steiermark. Wie archäologische Funde belegen, erstreckte sich das Vorkommen noch vor 7000 bis 4000 Jahren auch auf weitere gebirgige Gegenden, etwa in den deutschen Mittelgebirgen. Nach Aussetzungen und vereinzelten Zuwanderungen aus den Alpen existieren mittlerweile wieder kleine Populationen im Jura, in den Vogesen, im Schwarzwald, auf der Schwäbischen Alb, auf der Fränkischen Alb sowie im Lausitzer Gebirge.

## Lebensraum

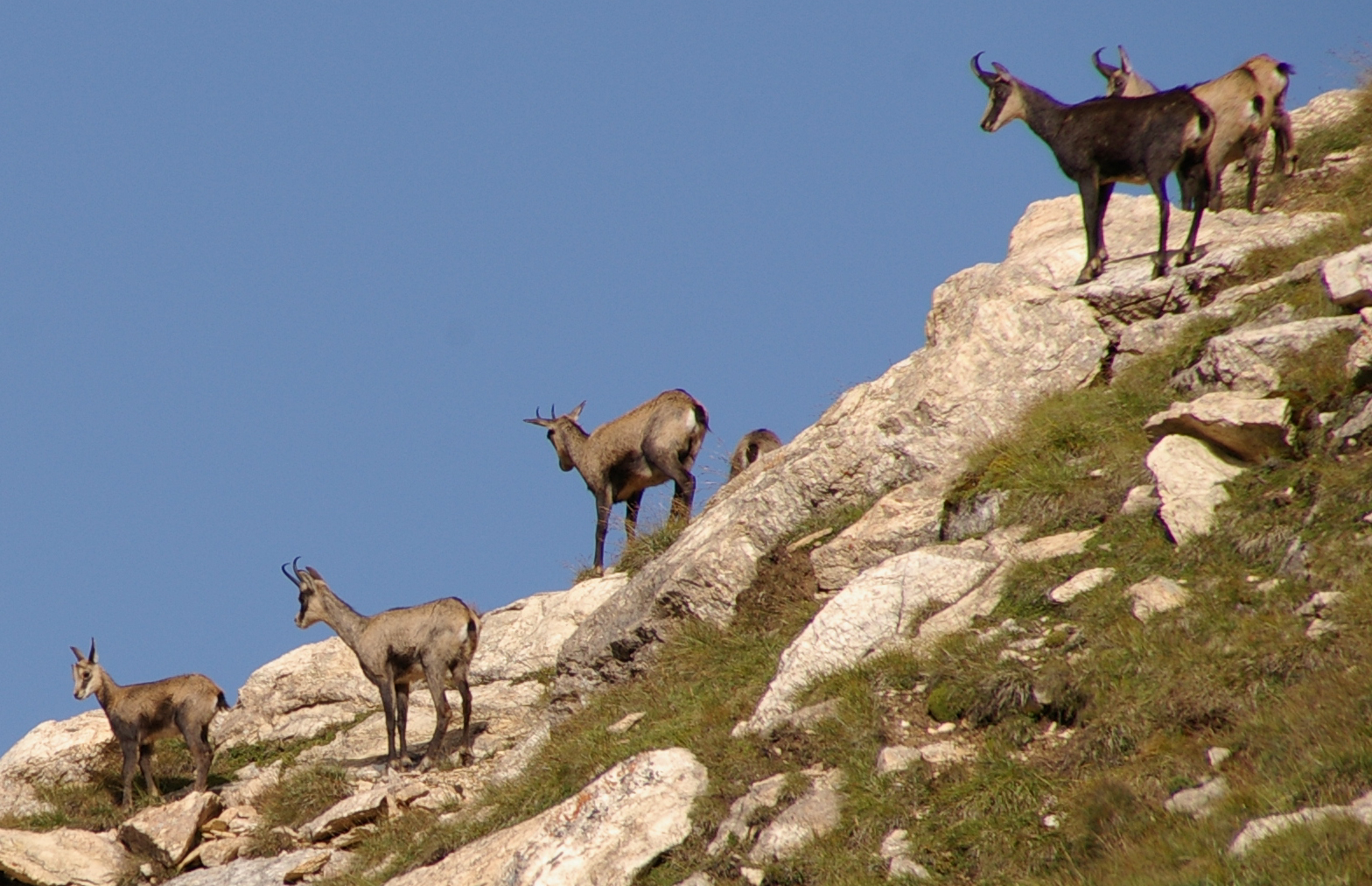
Gämsen am Piz Beverin

Als Lebensraum ist die Gämse auf steiles, möglichst teils felsiges Gelände angewiesen. Dort kommen ihre körperlichen Fähigkeiten am besten zum Tragen. So ermöglichen ein vergleichsweise großes Herz, ein hoher Anteil sauerstoffbindender roter Blutkörperchen und der spezielle Bau der spreizbaren Hufe den Gämsen Bewegungssicherheit und Leistungsvermögen unter diesen Bedingungen. Auch wird das Gefälle der Landschaft genutzt, um sich stets in einem geeigneten Mikroklima aufzuhalten, zumal bereits Temperaturen ab 12 Grad von den Tieren als eher unangenehm empfunden werden. Ob das Gelände bewaldet ist, hat im Grunde keine zentrale Bedeutung. In den Alpen ergibt es sich, dass die Gämsen sich meist oberhalb des Waldgürtels in Höhen zwischen 1500 und 2500 Metern aufhalten. Nahrungsknappheit zwingt sie im Winter zum Abstieg in tiefere – bewaldete – Lagen.

## Lebensweise

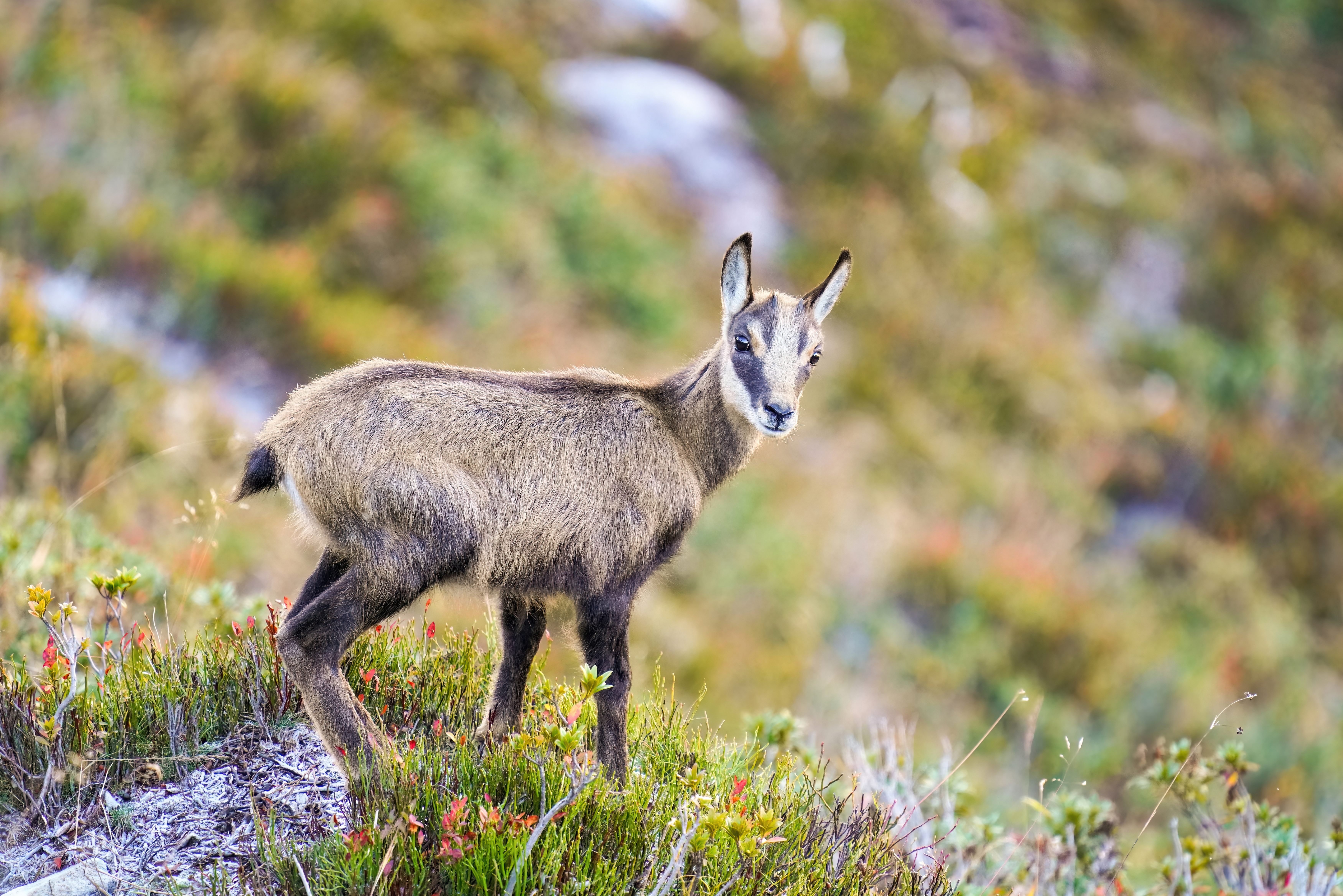
Kitz der Gämse

Weibchen und Jungtiere leben in Herden von 15 bis 30 Tieren. Die sozialen Bande ändern sich mit den Jahreszeiten. Im Sommer sind sie sehr intensiv. Zum Winter hin wird der Herdenzusammenhalt lockerer und manche Herden vermischen sich oder lösen sich auf. Böcke leben einzelgängerisch und suchen erst im Spätsommer eine Herde auf. Sie vertreiben die männlichen Jungtiere, wenn sie alt genug sind, und behaupten sich in Kämpfen gegen Geschlechtsgenossen. In der zweiten Novemberhälfte erfolgt dann die Paarung.
Ende Mai oder Anfang Juni wirft die Gämse ein, selten zwei oder drei Junge, die bald der Mutter folgen und drei Monate gesäugt werden. Die Tragzeit beträgt sechs Monate. Die Geißen werden nach zwei Jahren geschlechtsreif. Im dritten Jahr ist das Junge ausgewachsen. Die Gamsböcke erreichen ein Alter von 15 Jahren, die Weibchen werden bis zu 20 Jahre alt.
Ihre Nahrung besteht aus vor allem jungen Trieben der Alpensträucher (Alpenrose, Erle, Weide, Wacholder, Kiefer) und Bäume sowie aus Kräutern, Blättern und Gräsern, im Winter auch aus Moos und Flechten.

## Feinde
Raubtiere wie Luchs, Wolf und Bär sind Fressfeinde. Der Steinadler erbeutet hin und wieder Kitze.
Außerdem sind Gämsen durch herabrollende Steine und Felsstücke sowie durch Lawinen (besonders frühe Herbstlawinen sind häufig tödlich für Kitze) gefährdet; in strengen Wintern auch durch Futtermangel.

## Mensch und Gämse

### Bejagung

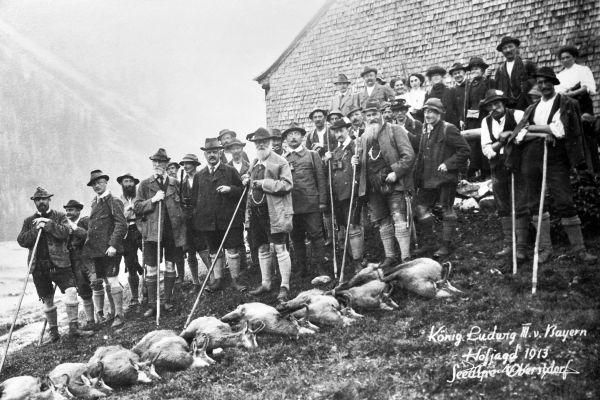
König Ludwig III. mit Gefolge bei einer Hofjagd auf der Seealpe bei Oberstdorf, 1913

Die Jagd auf Gämsen findet aufgrund ihrer Lebensweise meist im Hochgebirge statt. Da Gämsen keinen steilen Grat und keine felsigen Gegenden scheuen, ist die Jagd mühsam und oft gefährlich. Der tatsächlich bejagbare Bestand ist oft sehr gering, da durch die widrigen Umweltbedingungen insbesondere im hochalpinen Winter viele Jungtiere nicht überleben. Auch können Seuchen wie Gämsblindheit, Räude und andere parasitäre und infektiöse Erkrankungen für hohe Todesraten mitverantwortlich sein. Auch in den Mittelgebirgsregionen kann heute jedoch aufgrund der sicheren Populationsgrößen wieder eine nennenswerte Bestandsabschöpfung verzeichnet werden. Im Jagdjahr 2015/16 wurden nur in Bayern 4250 und Baden-Württemberg 500 Tiere erlegt. 2010/11 lagen die Zahlen bei 4070 und 400. Die deutsche Gesamtquote ist im Gegensatz zu anderen bejagten Tierarten seit 15 Jahren fast unverändert. Auch in Österreich sind die Quoten stabil, sie lagen 2015/16 bei 20.370 und 2010/11 bei 20.300 erlegten Gämsen.
In der Schweiz lag der Abschuss 2009 sowie 2010 jeweils bei etwa 13.000. Die Gämsenpopulation in der Schweiz nimmt seit Jahren kontinuierlich ab. Die Abschusszahlen waren nicht den tatsächlichen Gegebenheiten angemessen, sodass eine Überjagung die Bestände dezimiert hat. Besonders auf Faktoren wie Klimaveränderungen, neue Prädatoren und zunehmenden Tourismus sei zu wenig Rücksicht genommen worden. Die Abschussquote 2015 lag bei 11.650 Tieren, dem niedrigsten Wert seit 15 Jahren. Die Gesamtpopulation der Gämsen auf dem Gebiet der Schweiz beträgt etwa 90.000. Um die Bestände langfristig zu sichern und den Abwärtstrend zu beenden, wurde im Dezember 2016 von JagdSchweiz und der Jagd- und Fischereiverwalterkonferenz ein gemeinsames Positionspapier sowie eine Broschüre zum verantwortungsvollen Umgang mit der Gämse erarbeitet. Ziel ist es, die Jagd den lokalen und aktuellen Gegebenheiten anzupassen: „Bei der Jagd ist die Frage nicht, welche Gämsen wir jagen wollen, sondern was der Bestand erlaubt zu entnehmen, um gesunde Bestände mit einer möglichst natürlichen Alters- und Sozialstruktur zu sichern. Zur Beantwortung dieser Frage und als Voraussetzung für ein erfolgreiches Management braucht es gute Datengrundlagen. Ganz wesentlich ist dabei die Bereitschaft der Jägerinnen und Jäger mitzuhelfen, Datengrundlagen zu sammeln und die Bestände in gewissen Gebieten zu schonen.“

### Verwertung

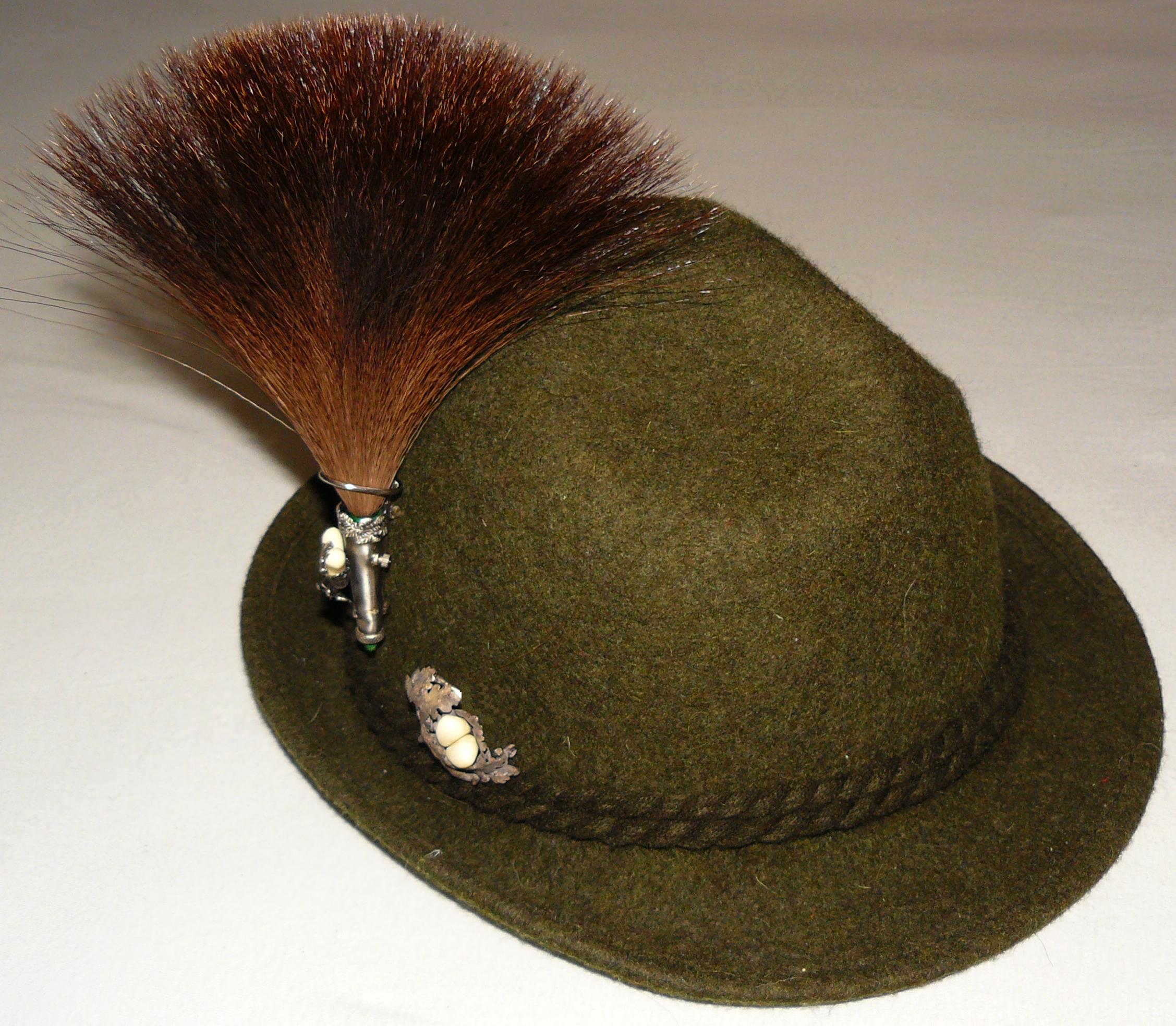
Trachtenhut mit Gamsbart

Das Fleisch der Gämsen ist wohlschmeckend und wird hoch geschätzt; das Gamsfell ergibt ein schönes Leder, das vor allem zu Hosen und Handschuhen verarbeitet wird. Die Hörner werden zu Stockgriffen und die Haare auf dem Widerrist der Böcke als Hutschmuck (Gamsbart) verarbeitet.
Im Magen der Gämsen findet man zuweilen die sogenannten Gämskugeln (auch Gemskugeln), dabei handelt es sich um Bezoare. Dieselben wurden wegen vermeintlicher arzneilicher Wirksamkeit ebenso wie das Gamsblut früher teuer bezahlt, sind aber ohne medizinischen Wert. Jung eingefangen, lassen die Gämsen sich mit Ziegenmilch ernähren und werden sehr zahm, bisweilen pflanzen sie sich in der Gefangenschaft fort.

## Unterarten

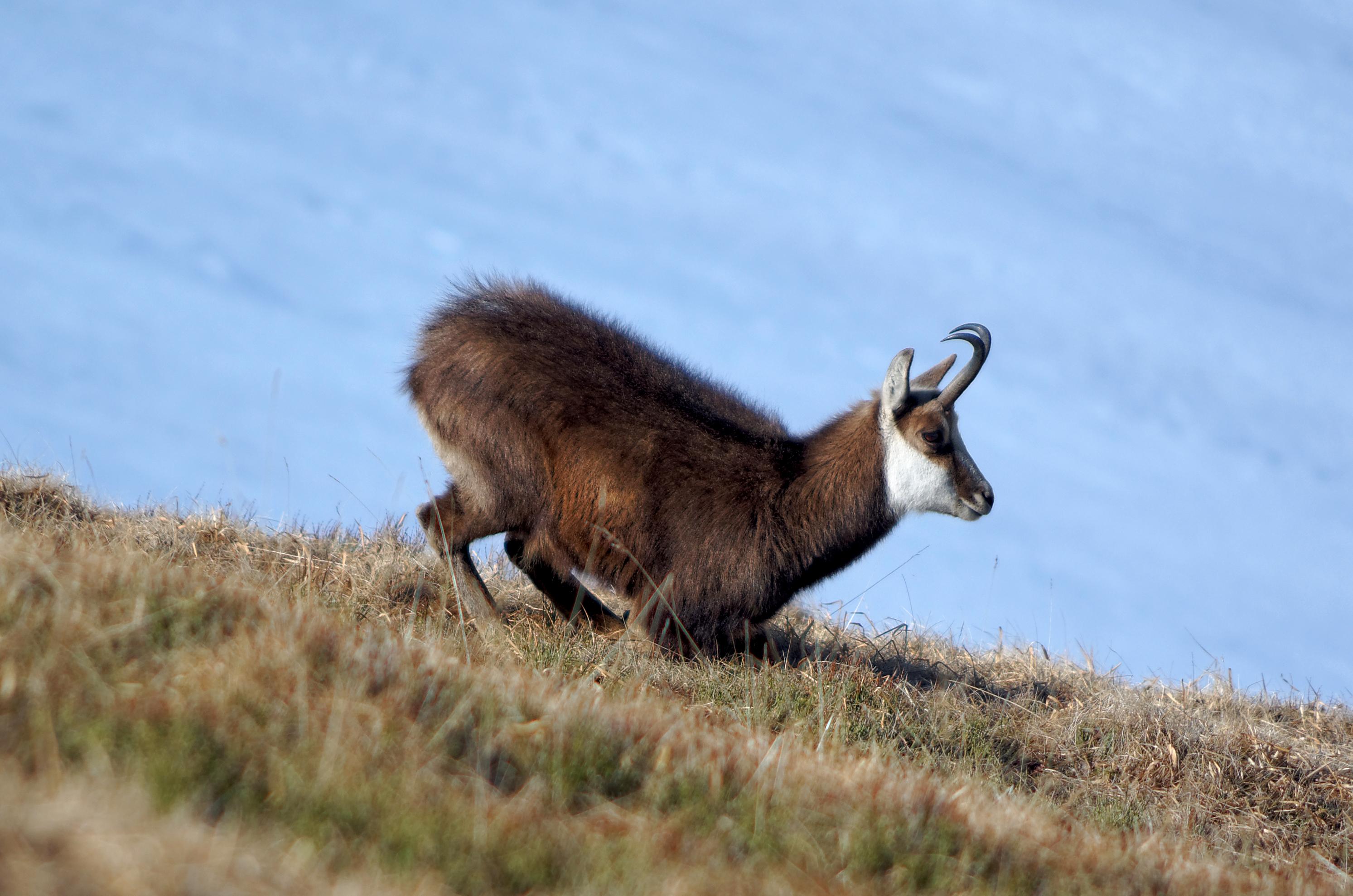
Die Unterart tatrica in der Hohen Tatra

Gegenwärtig werden vier Unterarten gezählt:
- Alpengämse (R. r. rupicapra (Linnaeus, 1758)) in den Alpen; relativ häufig
- Balkangämse (R. r. balcanica Bolkay, 1925) in den Gebirgen des Balkan; relativ häufig
- Chartreuse-Gämse (R. r. cartusiana Couturier, 1938) in der Chartreuse, einer Bergkette im Südosten Frankreichs; etwa 150 Individuen, daher vom Aussterben bedroht.
- Tatra-Gämse (R. r. tatrica Blahout, 1972) in der Hohen Tatra entlang der polnisch-slowakischen Grenze; weil es nur noch rund 220 ausgewachsene Exemplare gab, wurde der IUCN-Status im Jahr 2000 auf „vom Aussterben bedroht“ (critically endangered) erhöht; inzwischen ist die Zahl wieder auf etwa 1400 Individuen (Zählung 2014) angewachsen, so dass die IUCN die Unterart nun als „stark bedroht“ (endangered) klassifiziert. Probleme bereiten dieser Gämsenpopulation Störungen durch den Tourismus und eine potentielle Hybridisierung mit der eingeführten Alpengämse. Außerdem besteht eine geringe genetische Variabilität.[14]

Ursprünglich wurden auch die Karpaten-Gämse (Rupicapra carpatica) und die Anatolische Gämse (Rupicapra asiatica) als Unterarten der Gämse aufgefasst, doch erkannte eine Revision der Hornträger durch Colin Peter Groves und Peter Grubb im Jahr 2011 diese als eigenständige Arten an. Die Kaukasusgämse (R. a. caucasica), einst ebenfalls Unterart der Gämse, wird nun zur Anatolischen Gämse gezählt. Genetischen Analysen zufolge ist die Chartreuse-Gämse enger mit der Abruzzen-Gämse (Rupicapra ornata) verwandt und steht dadurch in einer engeren Beziehung zur Pyrenäen-Gämse (Rupicapra pyrenaica).
Insgesamt wird die Population in Europa auf etwa 400.000 Gämsen geschätzt. Darüber hinaus gibt es eine Gämsenpopulation auf der Südinsel Neuseelands, die von acht Gämsen (zwei Männchen und sechs Weibchen, zwei davon trächtig) abstammt, die im Jahr 1907 aus Österreich per Schiff eingeführt und in der Region um den Aoraki/Mount Cook freigelassen wurden. Zwei weitere Tiere folgten 1914. Der Import der Gämse erfolgte zum Zweck der Sportjagd.

## Fossilfunde
Gämsen sind seit der Saale-Kaltzeit in den Pyrenäen nachgewiesen. In den Alpen sind sie seit der Weichsel-Kaltzeit bekannt. Von den Hochgebirgszügen aus breitete sich die Gämse während der Weichsel-Kaltzeit auch über die europäischen Mittelgebirge (Grotte de la Baume Bonne) aus. Noch im Alleröd kam sie in der Eifel vor.